# Saint-Nazaire-de-Valentane
Saint-Nazaire-de-Valentane är en kommun i departementet Tarn-et-Garonne i regionen Occitanien i södra Frankrike. Kommunen ligger i kantonen Bourg-de-Visa som tillhör arrondissementet Castelsarrasin. År 2022 hade Saint-Nazaire-de-Valentane 311 invånare.

## Befolkningsutveckling
Antalet invånare i kommunen Saint-Nazaire-de-Valentane
| Referens: INSEE |